# Blair St. Clair
Blair St. Clair é o nome artístico de Andrew Bryson (Indianápolis, 16 de maio de 1995), é uma drag queen e cantora norte-americana, mais conhecida por competir na décima temporada do reality show RuPaul's Drag Race, e na quinta temporada de seu Spin-Off, RuPaul's Drag Race: All Stars.

## Vida Pessoal
Bryson nasceu em Indiana em 16 de maio de 1995. Ele foi estuprado em uma festa de faculdade, que ele compartilhou em RuPaul's Drag Race. A primeira parte do nome drag veio do personagem Blair em Gossip Girl, enquanto a segunda parte foi sugerida por sua mãe depois que ela passou por St. Clair Street, no centro de Indianápolis.

## Carreira

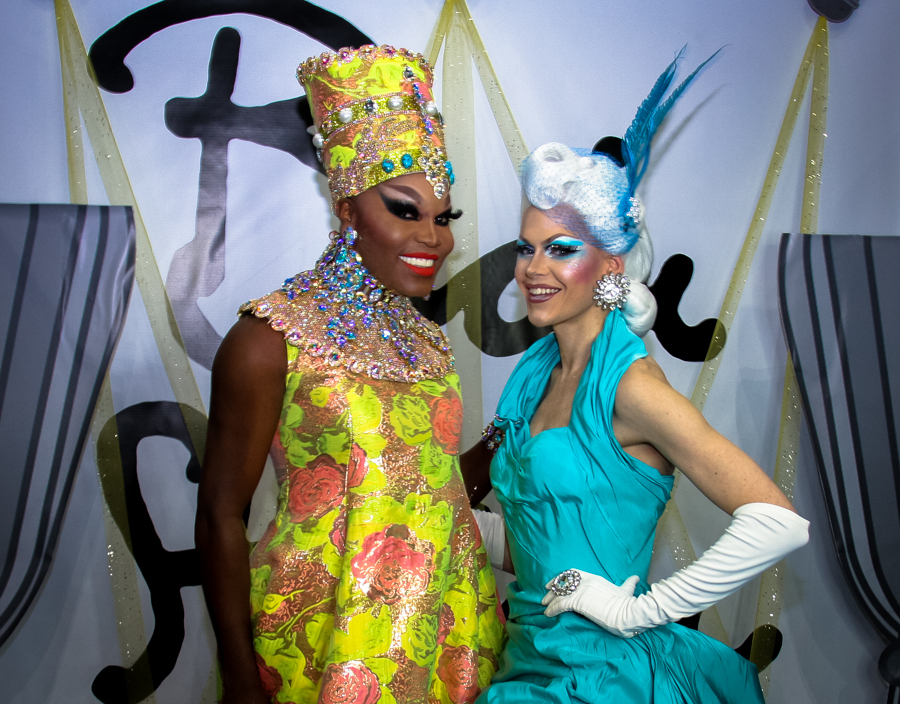
Ásia O'Hara (esquerda) e Blair St. Clair (direita) em 2018

St. Clair ganhou proeminência quando ganhou o título de Miss Gay Indiana em 2016. Ele foi revelado como um dos quatorze competidores na décima temporada de RuPaul's Drag Race antes do elenco oficial ser anunciado devido a ser preso por dirigir alcoolizado. Ele é o primeiro competidor de Indiana a competir no programa. Ele foi o sexto participante eliminado quando teve que dublar pela sua vida ao som de "I'm Coming Out", da Diana Ross perdendo para The Vixen, e colocando-se em nono lugar.
O vestido final de St. Clair foi projetado pelo ex-participante do Projeto Runway Mondo Guerra. Após o programa, ela desfilou para a coleção de Guerra no FashioNXT em outubro de 2018.
Em Maio de 2020, St. Clair foi anunciada como competidora na quinta temporada de RuPaul's Drag Race: All Stars. Blair ficou em 4º lugar na competição, sendo eliminada por Miz Cracker, após a mesma vencer o desafio da semana.

### Música
Um dia depois de seu episódio de eliminação, St. Clair lançou seu single de estréia, "Now or Never", em 27 de abril de 2018. O videoclipe da música apresenta Jinkx Monsoon, Manila Luzon e Max Emerson.
St. Clair lançou um single de acompanhamento, "Call My Life", com um videoclipe em 26 de junho de 2018. Seu álbum de estréia de sete faixas com o mesmo nome foi lançado três dias depois. A aluna de Drag Race Alaska está em destaque na sexta faixa do álbum, "America's Sweetheart". O álbum alcançou o primeiro lugar da Billboard Dance / Electronic Sales Chart. Um remix EP do single "Call My Life" foi lançado em 10 de agosto de 2018. Possui Dave Audé, Chris Cox, DrewG., Hector Fonseca, Zambianco e Ralphi Rosario. Ela lançou seu terceiro single, "Irresistible" com um videoclipe em 25 de outubro de 2018.

## Filmografia

### Televisão
| Título                        | Ano  | Papel(s)  | Canal | Notas                   | Ref.   |
| ----------------------------- | ---- | --------- | ----- | ----------------------- | ------ |
| RuPaul's Drag Race            | 2018 | Ele Mesmo | VH1   | Temporada 10 - 9º Lugar |        |
| RuPaul's Drag Race: All Stars | 2020 | Ele Mesmo | VH1   | Temporada 5 - 4º Lugar  |        |
| BitterSweet                   | 2020 | Brianna   |       | Pós-Produção            | [ 11 ] |
| Palm Springs Confidential     | 2020 | Chris     |       | Pré-Produção            | [ 12 ] |
| Lipstick Heels and a 45       | 2021 | Miz Tweak |       | Pré Produção            | [ 13 ] |

## Discografia
- Call My Life (2018)

## Controvérsias
Em 2018, a vencedora da sexta temporada de RuPaul's Drag Race, Bianca Del Rio, fez uma piada controversa sobre o estupro de St. Clair em uma de suas comédias. Del Rio recebeu reação de fãs e queens incluindo a própria St. Clair.
Em Março de 2017, Blair foi presa em Fort Wayne, Indiana, por dirigir embriagada. O teste do bafômetro explodiu em 0,195, mais que o dobro do limite legal no estado. St. Clair foi proibida de sair do estado de Indiana, mas violou as restrições para gravar a 10ª temporada do reality RuPaul's Drag Race, em Los Angeles.